# Belenois diminuta
Belenois diminuta é uma borboleta da família Pieridae.  Pode ser encontrada na República Democrática do Congo, na Tanzânia e no norte e centro da Zâmbia. O seu habitat natural é constituído por bosques de Brachystegia.